# Herbert Straehler
Herbert Straehler (* 6. Januar 1887 in Breslau; † 16. Mai 1979 in Braunschweig) war ein deutscher Marineoffizier, zuletzt Vizeadmiral in der Kriegsmarine.

## Leben
Herbert Straehler wurde als Sohn eines Berliner Kammergerichtsrats in Breslau geboren und besuchte zunächst das Königliche Luisengymnasium Berlin, an welchem er sein Abitur absolvierte.
Am 1. April 1906 trat er als Seekadett in die Kaiserliche Marine ein. Er absolvierte seine Grundausbildung und kam auf das Schulschiff Stein. Am 6. April 1907 wurde er zum Fähnrich zur See befördert und besuchte bis 30. September 1908 die Marineschule. Im Anschluss daran versah Straehler seinen Dienst auf dem Linienschiff Hessen. Vom 17. September 1909 bis zum 30. September 1912 fungierte er als Adjutant auf dem Linienschiff Nassau. In dieser Eigenschaft wurde Straehler am 30. September 1909 zum Leutnant zur See und am 19. September 1912 zum Oberleutnant zur See befördert.
Am 30. Oktober 1912 reiste Straehler von Neapel aus auf dem Dampfer Kleist nach Tsingtau und übernahm dort ab Dezember 1912 die Stelle eines Kompanieoffiziers in der Matrosenartillerie-Abteilung Kiautschou. Vom 13. Oktober 1913 bis zum 14. Februar 1914 war Straehler zugleich Führer des Matrosen-Detachements im Deutschen Konsulat in Hankou. Ab dem 2. August 1914 kommandierte er die Batterien VII und VIIa der Landfront Tsingtau. Straehler behielt dieses Kommando auch nach Ausbruch des Ersten Weltkriegs und geriet nach der Belagerung Tsingtaus und der Kapitulation der deutschen Truppen am 7. November 1914 in japanische Kriegsgefangenschaft. Am 16. November 1915 konnte Straehler, ebenso wie Fritz Sachße, aus der Gefangenschaft entkommen und floh über Korea, Mukden und Peking bis nach Shanghai. Von dort aus versuchten die beiden, zunächst die Flucht durch China fortzusetzen. Nachdem sie weitere drei Monate gereist waren und die Wüste Gobi durchquert hatten, wurde klar, dass sie ihre geplante Route nicht fortsetzen konnten, so dass sie nach Shanghai zurückkehrten und dann separat auf dem Seeweg nach Amerika reisten. Straehler nutze dann einen norwegischen Tanker zur Überfahrt nach San Francisco in die zu dieser Zeit noch neutralen USA. Er traf sich erneut mit Sachße und die beiden konnten sich auf einem norwegischen Dampfer in Richtung Bergen einen Platz sichern. Sie gelangten bis in die Nordsee, wurden aber am 15. November 1916 bei den Orkney-Inseln von den Engländern bei einer Kontrolle entdeckt. Da Straehler zunächst eine zivile Identität verwendete, wurde er im zivilen Internierungslager in Knockaloe auf der Isle of Man interniert. Nachdem Straehler jedoch seine wahre Identität enthüllt hatte, wurde er im Juni 1918 in das Offizierslager Raikeswood Camp in Skipton verlegt.
Straehler kam im Oktober 1919 frei. Mit Verfügung vom 30. Januar 1920 wurde er rückwirkend mit Patent vom 26. April 1917 zum Kapitänleutnant befördert. Kurze Zeit später wurde er zur Disposition gestellt und am 6. März 1920 aus dem aktiven Dienst verabschiedet. Er schloss sich daraufhin kurzzeitig als Kompanieoffizier dem Schützenregiment „Groß-Berlin“ an. Er war zudem zeitweise bis zu seiner Reaktivierung Referent bei der Reichsrücklieferungskommission in Berlin.
Bereits am 9. September wurde Straehler reaktiviert und hatte dann verschiedene Kommandos, so vom 1. Oktober 1922 bis zum 26. September 1924 als Navigationsoffizier auf den Kleinen Kreuzern Arcona und Amazone. Am 3. Juli 1923 heiratete er Lissy, geborene Ruslaub-Andresen. Am 1. August 1925 wurde er zum Korvettenkapitän befördert. Vom 16. November 1925 bis zum 1. Oktober 1928 diente Straehler als Artillerieoffizier auf dem Linienschiff Hessen. Vom 6. Dezember 1928 bis zum 25. September 1931 war er Kommandeur der V. Marineartillerie-Abteilung. Während dieser Zeit wurde er zum Fregattenkapitän befördert (1. Oktober 1930). Im Anschluss folgte vom 29. September 1931 bis 2. Oktober 1933 eine Verwendung als Kommandeur der Marineschule Friedrichsort. Am 1. Januar 1933 war die Beförderung zum Kapitän zur See erfolgt. Ab dem 3. Oktober 1933 war Straehler zum Marinearsenal in Kiel kommandiert, ab dem 28. September 1934 als Arsenalkommandant. Die Verwendung endete am 26. September 1936. Darauf folgte bis zum 7. November 1939 die Kommandierung als Chef der Werftabteilung im Allgemeinen Marineamt im Oberkommando der Marine. Am 1. April 1939 wurde Straehler dazu der Charakter eines Konteradmirals verliehen. Das Patent folgte am 1. November. Vom 8. November 1939 bis zum 15. Mai 1943 war Straehler  schließlich Inspekteur der Rüstungsinspektion XX in Danzig. Während dieser Zeit war er am 1. April 1942 zum Vizeadmiral befördert worden. Am 31. Mai 1943 wurde Straehler verabschiedet. Man stellte ihn anschließend zur Verfügung der Kriegsmarine, ohne ihn jedoch zum aktiven Wehrdienst heranzuziehen.
Nach dem Krieg war er zeitweise Bürgermeister sowie Gemeindedirektor von Timmendorfer Strand. Er starb 1979 in Braunschweig.